# Paus Gregorius XV
Paus Gregorius XV, geboren als Alessandro Ludovisi (Bologna, 9 januari 1554 – Rome, 8 juli 1623) was paus van 1621 tot 1623.

## Biografie
Als jongeling volbracht hij zijn studies bij de jezuïeten in het Collegio Romano. Nadien volgde hij de leergang Recht aan de universiteit van Bologna. Afgestudeerd in 1575, werd hij tot priester gewijd en trad in dienst van paus Gregorius XIII. In 1612 werd hij aangesteld tot aartsbisschop van Bologna en in 1616 kardinaal-priester gecreëerd door paus Paulus V, waarbij hem de titelkerk Santa Maria in Transpontina werd toegewezen.

## Pontificaat
Tijdens het conclaaf van 1621 werd hij, als een van de oudste deelnemers, vrij snel tot paus verkozen. Waarschijnlijk zagen vele kiesgerechtigden in hem een geschikte overgangspaus. Hij stichtte in 1622 de pauselijke congregatie Propaganda Fide. Hij voerde ook nieuwe procedures in die beter de pauskeuze bij een conclaaf regelden, waaronder voornamelijk de geheime stemming per stembiljet. Hij canoniseerde Ignatius van Loyola, Franciscus Xaverius en ook Theresia van Ávila.
Zoals indertijd gebruikelijk was gebruikte Gregorius XV zijn macht om zijn familie rijk en machtig te maken. Zijn neef Ludovico Ludovisi werd vice-kanselier van de kerk.